# Paus Urbanus II
Urbanus II, geboren als Odon de Lagery of Odo van Châtillon (Châtillon-sur-Marne, ca. 1035 of 1042 – Rome, 29 juli 1099) trad toe tot de Orde van Cluny, werd later bisschop van Ostia en was paus van 1088 tot 1099.

## Biografie
Hij werd omstreeks 1035 of 1042 geboren in de plaats, Châtillon-sur-Marne in de Champagne. Odo was monnik geworden en had gestudeerd aan de kathedraalschool te Reims. Hier kreeg hij onder andere les van de latere heilige Bruno van Keulen. In 1064 was hij aartsdiaken in Reims. In 1070 kwam hij onder de hoede van abt Hugo in Cluny. Paus Gregorius VII zat op dat moment verlegen om hervormingsgezinde monniken en dus werd Odo naar Rome gestuurd. In 1078 werd hij tot bisschop van Ostia en kardinaal benoemd en werd van 1084 tot 1085 de legaat van Gregorius in Duitsland.

### Paus
Nadat paus Gregorius VII was overleden, werd in 1086 Victor III tot paus verkozen. Toen deze paus  in 1087 stierf, werd Odo op 12 maart 1088 tot paus verkozen en nam de naam Urbanus II aan. Urbanus kon zich echter niet meteen te Rome installeren, omdat daar tegenpaus Clemens III nog regeerde. Deze was aangesteld door toedoen van de keizer Hendrik IV en was niet gemakkelijk te verwijderen. Het kostte Urbanus II enige moeite hem te verdrijven. Hij zocht daarvoor onder meer hulp bij Normandische legers. Drie jaar na zijn benoeming kon hij toch zijn intrek nemen te Rome.
Gezien het korte pontificaat van Victor III geldt Urbanus als de echte opvolger van Gregorius VII. Urbanus II ambieerde vooral het Cluniacenzer gedachtegoed van Gregorius VII verder door te zetten. Urbanus stelde in 1091 zijn oude leermeester Bruno aan als adviseur.

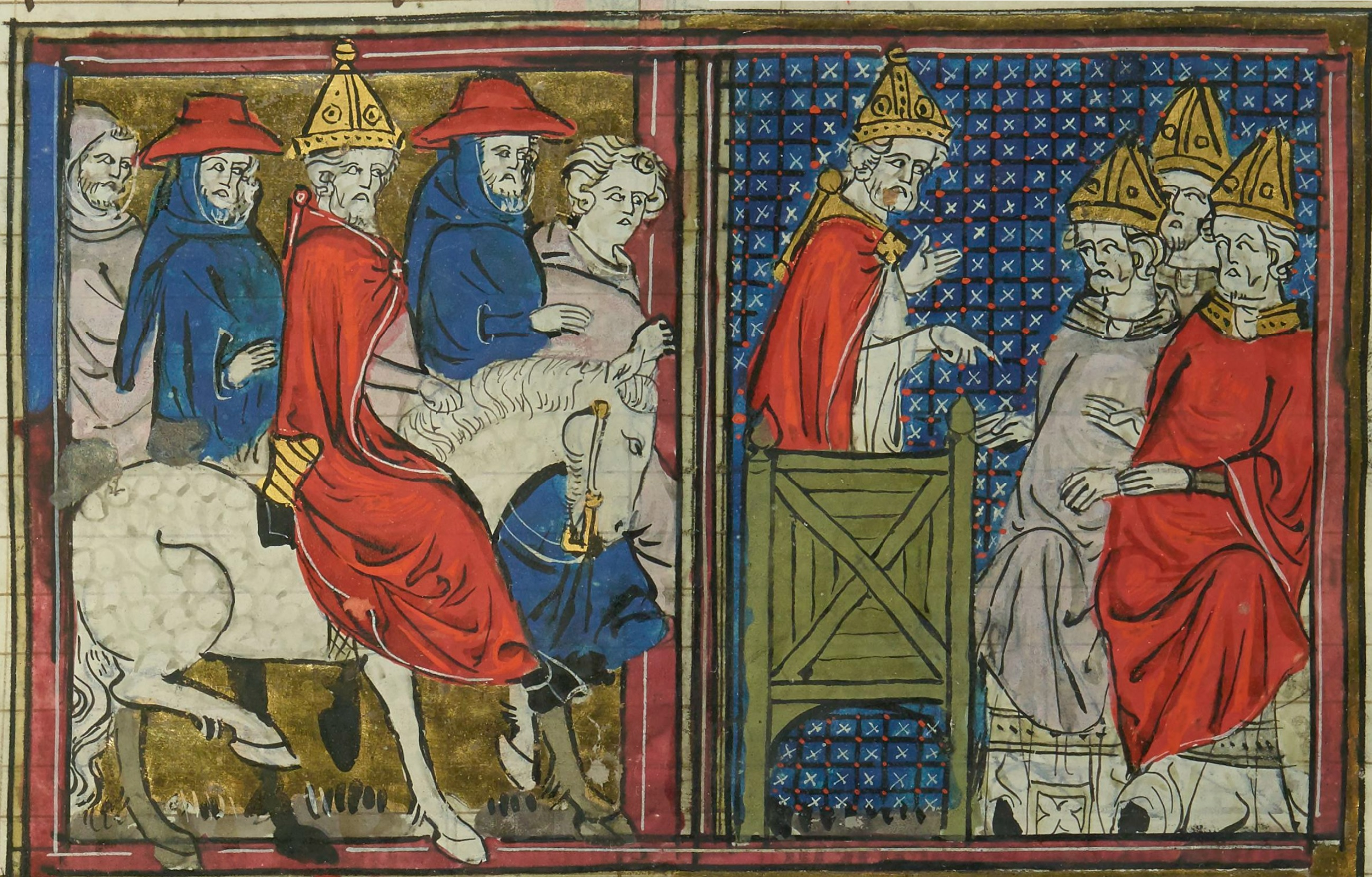
Urbanus II op de Synode van Clermont. Illustratie uit het 14e-eeuwse boek Roman de Godefroi de Bouillon et de Saladin

Tijdens zijn pontificaat zorgden de machtige Europese vorsten voor grote moeilijkheden: keizer Hendrik IV die aan zijn tegenpaus Clemens III (Wibert van Ravenna) vasthield, Filips I van Frankrijk die koningin Bertha verstoten had (1092) en Willem II van Engeland die Anselmus van Canterbury verbannen had (1097). Aan Rogier I van Sicilië schonk hij, uit dank voor diens strijd tegen de Saracenen, enige privileges in 1098, waarop later de Siciliaanse heersers zich zouden beroepen voor hun absolutistische kerkpolitiek (Monarchia Sicula).
In maart 1095 riep Urbanus II de Synode van Piacenza bijeen, een bespreking met bisschoppen uit Frankrijk, Duitsland en Italië. Hierbij was er ook een delegatie van de Byzantijnse keizer Alexius I Comnenus aanwezig. Deze had hulp gevraagd bij het verdrijven van de Turken uit Anatolië. Gregorius VII had rond 1071 een soortgelijk verzoek gekregen, maar kon vanwege de Investituurstrijd geen hulp bieden. 

### Oproep tot oorlog tegen Turken en Arabieren
Zeven maanden na de besprekingen te Piacenze, opende Urbanus II op 18 november 1095 het Concilie van Clermont-Ferrand. Hier riep hij burgers van alle rangen en standen hun normale werk te verlaten en gezamenlijk ten strijde te trekken naar Palestina en daar oorlog te voeren tegen de Turken en Arabieren. Een grote militaire expeditie die later de Eerste Kruistocht zou worden genoemd. Hij zou zijn rede hebben besloten met de woorden: "Deus lo Volt! (God wil het!)(Latijn: Deus vult)". Deze uitspraak werd daarmee de strijdkreet van de kruisvaarders.
De volgende acht maanden reisde Urbanus II door Frankrijk om de kruistocht te prediken. De aanhang was vooral groot in Frankrijk. In Duitsland was er wegens de Investituurstrijd met de Duitse keizer weinig of geen aanhang. De Eerste kruistocht vertrok onder leiding van Adhemar van Monteil, pauselijk legaat en graaf Raymond van Toulouse, militair bevelhebber.
Op de Synode van Bari (1098) kwam het zelfs tot een (kortstondige) eenheid met de Grieken. Urbanus II correspondeerde ook met Anselmus van Canterbury, wiens werk De Incarnatione Verbi zijn bijval kreeg.
Urbanus II stierf op 29 juli 1099. Het wrange was dat hij nog leefde toen Jeruzalem eindelijk werd ingenomen, maar toen het bericht Rome bereikte was hij net gestorven. Hij werd later zalig verklaard.